# Corno d'Oro (Bol)
Corno d'Oro (in croato Zlatni Rat) o capo d'Oro è una spiaggia di ciottoli che si estende per circa 300 metri su un promontorio vicino a Bol, sulla costa meridionale dell'isola di Brazza, in Croazia.
La particolarità di questa spiaggia è che la sua forma cambia al variare delle maree, delle correnti e del vento. Un quasi costante vento di maestrale e un'acqua cristallina, anche se un po' fredda la rendono una meta obbligata per gli amanti del windsurf.
Ad ovest della spiaggia principale si possono trovare numerose insenature riservate al naturismo.
La spiaggia è contornata da una pineta, nella quale si possono trovare dei resti di una villa romana, compresa un'antica piscina.